# Średnia quasi-arytmetyczna
Średnia quasi-arytmetyczna lub f-średnia – uogólnienie bardziej znanych średnich jak średnia arytmetyczna lub średnia potęgowa.

## Definicja
Jeżeli {\displaystyle f} jest funkcją ciągłą, silnie monotoniczną przekształcającą odcinek {\displaystyle I} w zbiór liczb rzeczywistych to definiujemy f-średnią dwóch liczb
{\displaystyle x_{1},x_{2}\in I}
jako
{\displaystyle M_{f}(x_{1},x_{2})=f^{-1}\left({\frac {f(x_{1})+f(x_{2})}{2}}\right).}
Podobnie dla {\displaystyle n} liczb
{\displaystyle x_{1},\dots ,x_{n}\in I}
określamy f-średnią jako
{\displaystyle M_{f}(x_{1},\dots ,x_{n})=f^{-1}\left({\frac {f(x_{1})+\ldots +f(x_{n})}{n}}\right).}

## Przykłady
- Jeśli {\displaystyle f=id,} to średnia quasi-arytmetyczna jest średnią arytmetyczną.
- Jeśli {\displaystyle f(x)=x^{p}} {\displaystyle (p\neq 0),} to średnia quasi-arytmetyczna jest średnią potęgową {\displaystyle p}-tego rzędu.
- Jeśli {\displaystyle f(x)=\log x,} to jest to średnia geometryczna.